# Pole Higgsa
Pole Brouta-Englerta-Higgsa (pole Higgsa) – skalarne pole postulowane w 1964 roku przez Petera Higgsa. Koncepcja pola Higgsa została wykorzystana przez Stevena Weinberga do konstrukcji Modelu Standardowego.
Dynamiczna zmiana tego pola związana może być ze zmienną energią próżni. Higgs zakładał, że próżnia nie jest pusta, ale wypełnia ją postulowane przez niego pole. Zgodnie z Modelem Standardowym cząstki elementarne uzyskują masę poprzez oddziaływanie z polem, które wypełnia całą przestrzeń. Oddziaływanie z polem Higgsa nadaje cząstce masę niezależnie od położenia i kierunku ruchu. Istnieje ogólna zasada, że im silniejsze jest oddziaływanie z polem, tym większą masę uzyskuje cząstka. Masa, którą cząstki otrzymują poprzez oddziaływanie z polem Higgsa, jest masą spoczynkową. Cząstka Higgsa przenosi oddziaływanie z polem, a to oznacza, że jest kwantem tego pola. Mechanizm Higgsa oparty jest na spontanicznym łamaniu symetrii i rozwiązuje problem umasowienia bozonów pośredniczących.
Zaproponowana przez Higgsa idea pozwoliła na odkrycie jedności oddziaływania elektromagnetycznego i słabego (oddziaływanie elektrosłabe), ale dotychczas nie poznano reguł rządzących wzrostem masy cząstek. Nadawane przez mechanizm Higgsa masy nie tworzą wyraźnego porządku i zawierają się w przedziale od 0,0005 GeV (elektron) do 173 GeV (kwark t). 4 lipca 2012 roku na konferencji prasowej w CERN wstępnie ogłoszono doświadczalne potwierdzenie istnienia nowo odkrytej cząstki elementarnej o masie 125 GeV, będącej bozonem Higgsa.
Pole Higgsa jest prawdopodobnie przyczyną istnienia trzech generacji cząstek elementarnych. Generacje te nie różnią się niczym poza masą spoczynkową. Być może na podstawowym poziomie istnieje tylko jedna generacja, która oddziałuje z polem Higgsa na trzy sposoby.
Obecnie nie jest wiadome, czy elektrosłabe przejście fazowe było przejściem fazowym pierwszego rzędu, czyli czy wartość oczekiwana w próżni pola Higgsa zmieniła się skokowo.

## Uzasadnienie
W wielu teoriach bozony cechowania muszą być cząstkami bezmasowymi. Teorie takie dają doskonałe wyniki poza jednym faktem - w rzeczywistości bozony te często mają masę. Aby obejść ten problem zakłada się, że owe bozony w rzeczywistości są bezmasowe, natomiast ich obserwowana masa jest wynikiem oddziaływania z innym polem.
Aby nadać masę odpowiednim cząstkom, wprowadza się pole Higgsa, którego energia nie jest monotoniczną funkcją jego wartości. Dla prawie wszystkich pól (np. grawitacyjnego lub elektrycznego) siła oddziaływania maleje wraz z odległością. Dla pola kolorowego siła rośnie wraz z odległością. Natomiast dla pola Higgsa zakłada się, że najpierw spada, a potem rośnie. Minimum energii występuje więc dla pewnej niezerowej wartości pola.
Kiedy inne cząstki oddziałują z polem Higgsa, powstaje efekt identyczny, jak gdyby miały masę. Zależy ona od wartości, przy której pole Higgsa ma minimum energii oraz od stałej oddziaływania między cząstką a polem Higgsa.
Pole Higgsa musi być skalarne, ponieważ nie obserwuje się zależności masy od kierunku ruchu cząstki.

## Inflacja
Pole Higgsa odegrało przypuszczalnie dużą rolę w inflacji kosmologicznej. Kiedy ma ono wartość 0, Wszechświat ekspanduje zgodnie z rozwiązaniem de Sittera, które odpowiada fazie ekspansji. Po zmianie wartości pola Higgsa na minimum energii następuje zahamowanie inflacji i dalsza ewolucja zgodna z jednym z rozwiązań Friedmana. Gdy pole Higgsa jest równe 0, posiada niezerową energię, która może być utożsamiona z "energią próżni", która napędza inflację. Podczas rozpadu pola Higgsa owa energia została przekazana "dzisiejszym" cząstkom elementarnym w postaci ich masy.
W niektórych teoriach początku Wszechświata rozpad pola Higgsa jest utożsamiony z Wielkim Wybuchem. W tym ujęciu istnieje wieczny pra-Wszechświat, w którego niewielkim odcinku pole Higgsa rozpadło się, tworząc nasz obserwowany Wszechświat.